# Loris tardigradus
Loris tardigradus (spenslig lori) är en däggdjursart som först beskrevs av Carl von Linné 1758.  Loris tardigradus ingår i släktet Loris och familjen lorier. IUCN kategoriserar arten globalt som starkt hotad. Inga underarter finns listade.
Artepitet i det vetenskapliga namnet är sammansatt av de latinska orden tardus (långsam) och gradus (steg).

## Utseende
Arten blir 185 till 256 mm lång, saknar svans och väger 127 till 256 g. Den har liksom andra släktmedlemmar en slank bål och smala extremiteter. Påfallande är de stora ögonen med en hasselnötsbrun regnbågshinna. Kring ögonen förekommer mörka ringar, förutom mellan ögonen där det finns en vit strimma från hjässan till nosen. Loris tardigradus har avrundade öron med nakna kanter (ibland finns några hår). Huvudet kännetecknas dessutom av en spetsig nos med en naken region kring näsborrarna. Pälsens färg på bålen varierar mellan olika populationer som ibland klassificeras som underarter.
På armarnas insida förekommer en naken körtel som producerar en doftande vätska för kommunikationen mellan individerna. Liksom hos den andra arten i samma släkte är pekfingret förminskad. Loris tardigradus har liksom alla lägre primater en kloliknande nagel vid andra tån på bakfötterna. Denna klo används för pälsvården. När honan ger di åt ungarna är de fyra spenarna nakna. Under andra tider är de täckta med päls.
Hos en av de nämnda populationerna (i källan som underart L. t. tardigradus) har hannar rödbrun till röd päls på ovansidan, med en mörkare region kring axlarna, och gulaktig päls på undersidan. Honans päls är brun och inte rödaktig på ryggen. Ungar har vid födelsen en grå päls på ovansidan samt en vitaktig undersida. Nästan vuxna hannar kan likna honor i pälsfärgen. Hos den andra populationen (L. t. grandis) förekommer grå päls på ryggen och vit päls på buken. Flera hår på ovansidan har ljusa spetsar vad som liknar frost (kan mindre tydlig förekomma hos den första populationen). Den tredje population (L. t. nycticeboides) har brun päls på ovansidan och ljusbrun päls på buken. De mörka fläckarna vid ögonen är nästan svarta.

## Utbredning och ekologi
Denna primat förekommer i södra Sri Lanka. Arten vistas i låglandet och i medelhöga bergstrakter upp till 2000 meter över havet. Habitatet utgörs av regnskogar, andra fuktiga skogar och träskmarker.

## Ekologi
Individerna äter nästan uteslutande animalisk föda. I fångenskap tog de även en och annan frukt. Födan utgörs av olika insekter och små ödlor.
Arten är aktiv på natten och den klättrar främst i växtligheten. Vid viloplatsen bildas en flock som består av en hona och hennes ungar samt av en eller fler vuxna hannar. Loris tardigradus har olika läten för kommunikationen mellan flockens medlemmar. Dessutom markerar den olika ställen inom reviret med urin. Även ungarna markeras med urin innan de lämnas i ett gömställe under natten.
Antagligen faller Loris tardigradus ibland offer för medelstora rovdjur samt för rovlevande fåglar. Däremot är det oklart om den blir uppäten. Kanske gör körtelvätskan från armen individerna oätlig. När en människa vill fånga en individ utför primaten en rörelse som liknar glasögonormens rörelse. Den håller händerna över huvudet och sätter den smala bålen i en vågig rörelse.
Honor har vanligen en unge per kull (ibland tvillingar) och per år kan en eller två kullar förekomma. Födelsen sker efter 167 till 174 dagar dräktighet. Under de första fyra veckorna håller sig ungen fast i moderns päls. Sedan väntar den i ett gömställe när modern letar efter föda och cirka 185 dagar efter födelsen slutar honan med digivning. I fångenskap deltog flocken hannar ibland i ungens uppfostring. Denna primat blir ungefär efter ett år könsmogen. Den äldsta individen i fångenskap levde 15,5 år.